# Wilhelmus Bekkers
Wilhelmus Johannes Bekkers (Arnhem, Gelderland, 21 d'agost de 1890 – Arnhem, 13 de novembre de 1957) va ser un esportista neerlandès que va competir a començaments del segle xx. Especialista en el joc d'estirar la corda, guanyà la medalla de plata als Jocs Olímpics de 1920 a Anvers.